# 국도 제38호선

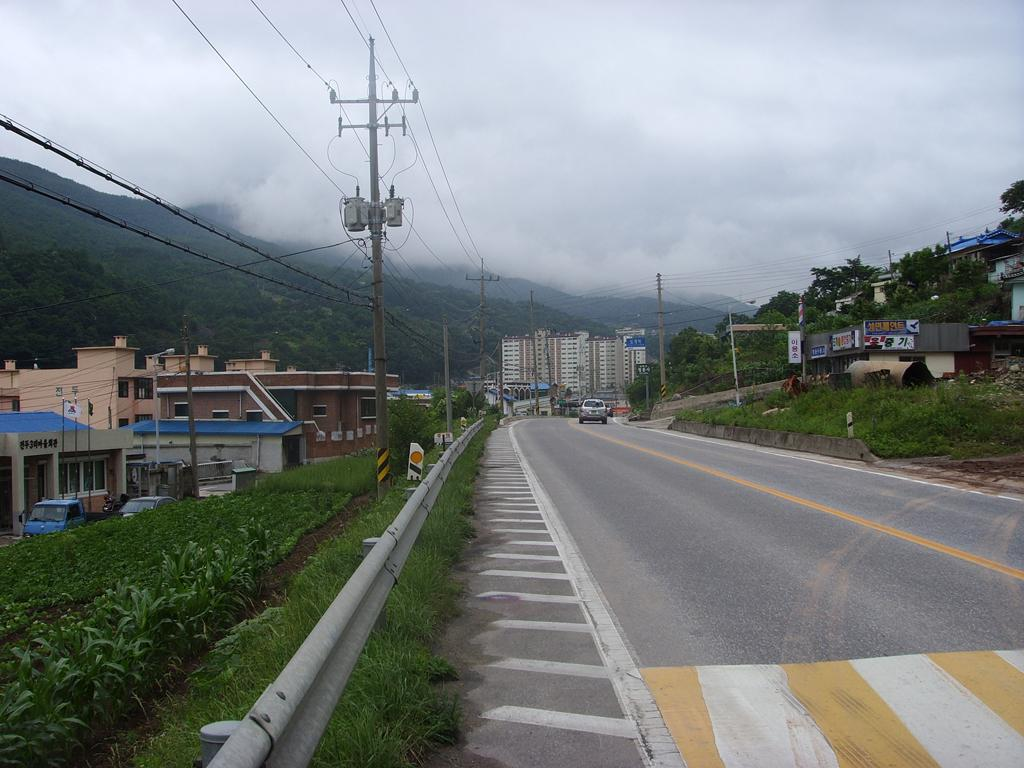
삼척시 도계읍

국도 제38호선 (태안 ~ 동해선, 國道第三十八號 泰安東海線)은 충청남도 태안군 근흥면에서 강원특별자치도 동해시 북평동 단봉삼거리를 연결하는 대한민국의 일반 국도이다.
최초 노선 지정 당시 경기도 평택군과 강원도 정선군을 잇는 '평택 ~ 정선선'이었으나 1981년 종점이 강원도 정선군에서 삼척군으로 연장되었고, 1990년 다시 종점이 강원도 삼척시에서 동해시로 연장되었다. 1996년 기점이 경기도 평택시에서 충청남도 서산시 대산읍으로 연장되었고, 2021년 6월 22일 다시 기점이 충청남도 서산시 대산읍 독곶리에서 충청남도 태안군 이원면 내리로 연장되었다.

## 연혁
- 1971년 8월 31일 : 일반국도노선지정령에 의해 국도 제38호선 평택 ~ 정선선이 됨.[1]
- 1975년 10월 1일 : 중원군 산석면 원월리 140m 구간 개통 및 기존 140m 구간 폐지[2]
- 1977년 3월 15일 : 제천군 제천읍 고암리 1.6 km 구간 개통[3]
- 1980년 2월 22일 : 영월군 남면 창원리 ~ 연당리 6.0 km 구간, 영월군 서면 쌍용리 ~ 남면 창원리 4.5 km 구간, 영월군 영월읍 영흥리 2.4 km 구간 개통[4]
- 1981년 3월 14일: 종점을 '강원도 정선군 정선면'에서 '강원도 삼척군 삼척읍'으로 연장함. 이에 따라 '평택 ~ 정선선'에서 '평택 ~ 삼척선'이 됨.[5]
- 1981년 4월 13일 : 국도로 승격된 정선군 군남면 문곡리 ~ 삼척군 삼척읍 남양리 67 km 구간 개통[6]
- 1981년 5월 30일 : 대통령령 제10247호 일반국도노선지정령 개정에 따라 연장된 67 km 구간으로 도로구역 변경[7]
- 1986년 5월 13일 : 종점을 '강원도 삼척군 삼척읍'에서 '강원도 삼척시'로 변경함.[8]
- 1990년 10월 30일 : 종점을 '강원도 삼척시'에서 '강원도 동해시'로 연장함. 이에 따라 '평택 ~ 삼척선'에서 '평택 ~ 동해선'이 됨.[9]
- 1995년 2월 11일 : 안성군 공도면 용두리 ~ 만정리 2.3 km 구간, 안성군 대덕면 건지리 ~ 보개면 가사리 7.1 km 구간 개통[10]
- 1996년 7월 1일 : 시점을 '경기도 평택군 포승면'에서 '충청남도 서산시 대산읍'으로 연장함. 이에 따라 '평택 ~ 동해선'에서 '서산 ~ 동해선'이 됨.[11]
- 1996년 11월 11일 : 오남사거리 ~ 궁장 교차로 (이천시 장호원읍 장호원리 ~ 음성군 감곡면 오궁리) 구간 개통[12]
- 1997년 4월 7일 : 평택시 포승면 만호리의 만호교 1.056 km 구간 폐지[13]
- 1997년 5월 7일 : 평택시 포승면 내기리 ~ 팽성읍 신궁리 21 km 구간 개통, 평택시 오성면 죽성리 ~ 숙성리 1.15 km 구간 폐지[14]
- 1997년 8월 23일 : 안성 ~ 일죽간 도로(안성군 보개면 동신리 ~ 일죽면 월정리) 17.3 km 구간 확장 개통, 기존 6 km 구간 폐지[15]
- 1998년 7월 2일 : 만호 ~ 안중간 도로(평택시 포승면 만호리 ~ 내기리) 3.21 km 구간 확장 개통, 기존 3.21 km 구간 폐지[16]
- 1998년 9월 24일 : 충청북도 제천시 신동 ~ 송학면 무도리 15.6 km 구간을 자동차 전용도로로 지정[17]
- 1998년 12월 7일 : 둔포 ~ 평택간 도로(평택시 팽성읍 평궁리 ~ 합정동) 4.65 km 구간 확장 개통, 기존 5.3 km 구간 폐지[18]
- 1998년 12월 10일 : 당왕고가차도(안성시 당왕동) 700m 구간 개통[19]
- 1998년 12월 31일 : 일죽 ~ 장호원간 도로(안성시 일죽면 월정리 ~ 이천시 장호원읍 장호원리) 16.26 km 구간 확장 개통, 기존 16.28 km 구간 폐지[20]
- 2000년 4월 11일 : 둔포 ~ 평택간 도로(평택시 팽성읍 신궁리 ~ 합정동) 4.65 km 구간 확장 개통[21]
- 2000년 12월 31일 : 제천시 봉양읍 연박리 ~ 주포리 3.98 km 구간 확장 개통 및 기존 4.54 km 구간 폐지[22]
- 2001년 5월 9일 : 충청북도 제천시 동현동 ~ 강원도 영월군 서면 쌍용리 13.5 km 구간 확장 개통, 기존 11.557 km 구간 폐지[23]
- 2001년 11월 1일 : 정선군 고한읍 고한리 ~ 태백시 삼수동 14.33 km 구간 및 두문동재터널 확장 개통, 기존 17.37 km 구간 폐지[24]
- 2002년 5월 30일 : 제천시 신동 ~ 송학면 무도리 15.6 km 구간 확장 개통, 기존 구간 폐지[25]
- 2002년 7월 11일 : 당진군 신평면 매산리 ~ 가곡리 16.1 km 구간 확장 개통[26], 기존 구간 폐지[27]
- 2002년 12월 24일 : 충주시 앙성면 능암리 ~ 산척면 영덕리 12.56 km 구간 확장 개통, 기존 7.25 km 구간 폐지[28]
- 2003년 11월 20일 : 음성군 감곡면 왕장리 ~ 충주시 앙성면 능암리 15.25 km 구간 확장 개통[29]
- 2003년 12월 29일 : 충주시 산척면 송강리 ~ 제천시 백운면 평동리 9.96 km 구간 확장 개통[30]
- 2004년 10월 7일 : 영월군 서면 쌍용리 (강원도·충청북도계) ~ 정선군 신동읍 예미리 32.17 km 구간을 자동차 전용도로로 지정[31]
- 2004년 12월 31일 : 영월군 서면 쌍용리 ~ 영월읍 덕포리 19.87 km 구간 확장 개통, 기존 서면 쌍용리 ~ 남면 창원리 4.5 km 구간 폐지[32]
- 2005년 1월 5일 : 두문동재터널 2차 공사(정선군 고한읍 고한리 ~ 태백시 화전동) 4.64 km 구간 확장 개통[33]
- 2005년 2월 11일 : 삼척시 신기면 마차리 ~ 천기리 2.2 km 구간 확장 개통[34]
- 2005년 4월 2일 : 삼척시 신기면 마차리 ~ 천기리 2.2 km 구간 확장 개통[35]
- 2005년 6월 3일 : 평택시 팽성읍 신궁리 ~ 고덕면 동고리 5.19 km 구간 확장 개통, 기존 구간 폐지[36]
- 2007년 1월 10일 : 사북 ~ 고한간 도로(정선군 사북읍 사북리 ~ 고한읍 고한리) 구간 8.19 km 확장 개통[37]
- 2008년 1월 18일 : 미로 ~ 삼척간 도로(삼척시 미로면 상정리 ~ 등봉동) 7.9 km 구간 확장 개통, 기존 8.9 km 구간 폐지[38]
- 2008년 12월 18일 : 신동 ~ 문곡간 도로(정선군 신동읍 예미리 ~ 남면 문곡리) 구간 11.0 km 확장 개통[39]
- 2009년 12월 24일 : 문곡 ~ 사북간 도로(정선군 남면 문곡리 ~ 사북읍 사북리) 구간 10.6 km 확장 개통[40]
- 2012년 5월 30일 : 유량 교차로(충주시 앙성면 용대리 ~ 본평리) 1.8 km 구간 신설 개통[41]
- 2015년 9월 24일 : 대산 ~ 석문 ~ 가곡간 도로(당진시 석문면 통정리 ~ 송산면 가곡리) 9.28 km 구간 확장 개통, 기존 1.6 km 구간 폐지[42][43]
- 2016년 12월 16일 : 태백 ~ 삼척간 도로(태백시 통동 ~ 삼척시 도계읍 늑구리 ~ 신기면 마차리 19.1 km 구간과 삼척시 신기면 마차리 ~ 미로면 하정리 6.2 km) 확장 개통, 기존 삼척시 도계읍 흥전리 ~ 마교리 3.19 km 구간과 삼척시 도계읍 고사리 ~ 신기면 마차리 5.5 km, 삼척시 신기면 안의리 ~ 미로면 하정리 7.5 km 구간 폐지[44][45]
- 2016년 12월 30일 : 서산 ~ 황금산간 도로(서산시 대산읍 독곶리) 1.86 km 구간 신설 개통[46][47], 대산 ~ 석문간 도로(서산시 대산읍 화곡리 ~ 당진시 석문면 삼봉리) 10.66 km 구간 확장 개통, 기존 서산시 대산읍 화곡리 2.59 km 구간과 당진시 석문면 삼봉리 ~ 통정리 4 km 구간 폐지[48]
- 2021년 6월 22일: 기점을 충청남도 서산시 대산읍 독곶리에서 태안군 이원면 내리로 연장. 이에 따라 '서산 ~ 동해선'에서 '태안 ~ 동해선'으로 변경.[49]
- 2023년 5월 22일 : 제천시 국도대체우회도로 도화 ~ 송학간 도로(제천시 송학면 도화리 도화교차로 ~ 무도리 송학교차로 1.1 km 구간 신설 개통[50]
- 2025년 7월 11일: 기점을 충청남도 태안군 이원면 내리에서 근흥면으로 연장

## 주요 경유지
충청남도
- 태안군 (근흥면 - 태안읍 - 원북면 - 이원면) - 서산시 대산읍 - 당진시 (석문면 · 송산면 · 송악읍 · 신평면) - 아산시 인주면 - 아산만방조제

경기도
- 평택시 (현덕면 · 포승읍 · 안중읍 · 오성면 · 고덕면 · 신대동 · 팽성읍 · 군문동 · 합정동 ) - 안성시 (공도읍 · 대덕면 · 신건지동 · 신모산동 · 신소현동 · 당왕동 · 가사동 · 보개면 · 삼죽면 · 죽산면 · 일죽면) - 이천시 (설성면 · 장호원읍)

충청북도
- 음성군 감곡면 - 충주시 (앙성면 · 중앙탑면 · 엄정면 · 금가면 · 엄정면 · 산척면) - 제천시 (백운면 · 봉양읍 · 신동 · 천남동 · 강제동 · 명지동 · 강제동 · 고명동 · 두학동 · 흑석동 · 송학면)

강원특별자치도
- 영월군 (한반도면 · 남면 · 한반도면 · 남면 · 영월읍 · 중동면) - 정선군 (신동읍 · 남면 · 사북읍 · 고한읍) - 태백시 (화전동 · 황지동 · 통동) - 삼척시 (도계읍 · 신기면 · 미로면 · 마평동 · 도경동 · 등봉동) - 동해시 단봉동

## 노선
- (■): 자동차 전용도로 구간

### 충청남도
| 이름                           | 접속 노선                            | 소재지                        | 소재지                                          | 비고                                               |
| ------------------------------ | ------------------------------------ | ----------------------------- | ----------------------------------------------- | -------------------------------------------------- |
| 황금산 교차로                  | 독곶해변길                           | 서산시                        | 대산읍                                          | 국도 제29호선과 중복                               |
| 황금산1 교차로                 | 독곶해변길                           | 서산시                        | 대산읍                                          | 국도 제29호선과 중복                               |
| 황금산2 교차로                 | 독곶논골길 큰들길                    | 서산시                        | 대산읍                                          | 국도 제29호선과 중복                               |
| 독곶2 교차로                   | 독곶1로                              | 서산시                        | 대산읍                                          | 국도 제29호선과 중복                               |
| 독곶1 교차로                   | 국도 제29호선 (평신1로)              | 서산시                        | 대산읍                                          | 국도 제29호선과 중복                               |
| 명지사거리                     | 국도 제29호선 국도 제77호선 (충의로) | 서산시                        | 대산읍                                          | 국도 제29, 77호선과 중복                           |
| 화곡 교차로                    | 국도 제29호선 (평신1로)              | 서산시                        | 대산읍                                          | 국도 제29, 77호선과 중복                           |
| 반곡 교차로                    | 화곡로 삼길포1로                     | 서산시                        | 대산읍                                          | 국도 제77호선과 중복                               |
| 화곡터널                       |                                      | 서산시                        | 대산읍                                          | 국도 제77호선과 중복 상행 연장 470m 하행 연장 395m |
| 삼길포 교차로                  | 삼길포1로 삼길포7로                  | 서산시                        | 대산읍                                          | 국도 제77호선과 중복                               |
| 대호교                         |                                      | 서산시                        | 대산읍                                          | 국도 제77호선과 중복                               |
| 대호방조제                     |                                      | 서산시                        | 대산읍                                          | 국도 제77호선과 중복                               |
|                                | 당진시                               | 석문면                        |                                                 | 국도 제77호선과 중복                               |
| 도비도 교차로                  | 당진시                               | 석문면                        | 지방도 제615호선 (대호만로)                     | 국도 제77호선과 중복                               |
| 대호 교차로                    | 당진시                               | 석문면                        | 초락2로                                         | 국도 제77호선과 중복                               |
| 초락 교차로                    | 당진시                               | 석문면                        | 초락2로                                         | 국도 제77호선과 중복                               |
| 초락생태통로                   | 당진시                               | 석문면                        |                                                 | 국도 제77호선과 중복                               |
| 삼봉 교차로                    | 당진시                               | 석문면                        | 지방도 제647호선 (대호로)                       | 국도 제77호선과 중복                               |
| 석문 교차로                    | 당진시                               | 석문면                        | 지방도 제615호선 (대호만로)                     | 국도 제77호선과 중복                               |
| 통정1 교차로                   | 당진시                               | 석문면                        | 산단3로 해명1로                                 | 국도 제77호선과 중복                               |
| 평장 교차로                    | 당진시                               | 석문면                        | 산단1로                                         | 국도 제77호선과 중복                               |
| 새터 교차로                    | 당진시                               | 석문면                        | 삼화길                                          | 국도 제77호선과 중복                               |
| 석문대교                       | 당진시                               | 석문면                        |                                                 | 국도 제77호선과 중복                               |
|                                | 당진시                               | 송산면                        |                                                 | 국도 제77호선과 중복                               |
| 무수 교차로                    | 당진시                               | 석문방조제로                  |                                                 | 국도 제77호선과 중복                               |
| 가곡 교차로 (가곡지하차도)     | 당진시                               | 지방도 제633호선 (현대제철로) |                                                 | 국도 제77호선과 중복                               |
| 동곡 교차로 (동곡지하차도)     | 당진시                               |                               |                                                 | 국도 제77호선과 중복                               |
| 송산 교차로                    | 당진시                               | 유곡로                        |                                                 | 국도 제77호선과 중복                               |
| 현대제철 교차로 (고대지하차도) | 당진시                               |                               | 송악읍                                          | 국도 제77호선과 중복                               |
| (이름 없음)                    | 당진시                               | 대섬길                        | 송악읍                                          | 국도 제77호선과 중복                               |
| 고대 교차로                    | 당진시                               | 고잔로                        | 송악읍                                          | 국도 제77호선과 중복                               |
| 고대공단 교차로                | 당진시                               | 고대공단1길                   | 송악읍                                          | 국도 제77호선과 중복                               |
| 한진 교차로                    | 당진시                               | 지방도 제619호선 (송악로)     | 송악읍                                          | 국도 제77호선과 중복                               |
| 부곡 교차로                    | 당진시                               | 신복운로 부곡공단1길          | 송악읍                                          | 국도 제77호선과 중복                               |
| 송악 나들목                    | 당진시                               | 15호선 서해안고속도로         | 송악읍                                          | 국도 제77호선과 중복                               |
| 법석이 교차로                  | 당진시                               | 매산로                        | 신평면                                          | 국도 제77호선과 중복                               |
| 운정 나들목                    | 당진시                               | 국도 제34호선 (서해로)        | 신평면                                          | 국도 제34, 77호선과 중복                           |
| 운정 교차로                    | 당진시                               | 닻거리길                      | 신평면                                          | 하행 진입 불가 국도 제34, 77호선과 중복            |
| 삽교대교                       | 당진시                               |                               | 신평면                                          | 국도 제34, 77호선과 중복                           |
| 삽교 교차로                    | 당진시                               | 삽교천길                      | 신평면                                          | 국도 제34, 77호선과 중복                           |
| 삽교천방조제                   | 당진시                               |                               | 신평면                                          | 국도 제34, 77호선과 중복                           |
|                                | 아산시                               | 인주면                        |                                                 | 국도 제34, 77호선과 중복                           |
| 문방 교차로                    | 아산시                               | 인주면                        | 인주산단로 아산만로1578번길                     | 국도 제34, 77호선과 중복                           |
| 인주공단 교차로                | 아산시                               | 인주면                        | 지방도 제623호선 (인주산단로)                   | 국도 제34, 77호선과 중복                           |
| 밀두 교차로                    | 아산시                               | 인주면                        | 현대로 걸매길                                   | 국도 제34, 77호선과 중복                           |
| 인주초등학교                   | 아산시                               | 인주면                        |                                                 | 국도 제34, 77호선과 중복                           |
| 공세 교차로                    | 아산시                               | 인주면                        | 공세길                                          | 국도 제34, 77호선과 중복                           |
| 입체 교차로 (인주육교)         | 아산시                               | 인주면                        | 국도 제34호선 (장영실로) 국도 제39호선 (아산로) | 국도 제34, 77호선과 중복                           |
| 아산호 교차로                  | 아산시                               | 인주면                        | (도로 이름 없음)                                | 상행 차선에서 진출 불가 국도 제39, 77호선과 중복   |
| 아산만방조제                   | 아산시                               | 인주면                        |                                                 | 국도 제39, 77호선과 중복                           |

- 기존 구간 (2014년 이전 노선)
  - 당진시 대호방조제 - 도비도 - 대호방조제 - 교로 교차로 - 삼봉사거리 - 통정리 - (단절) - 가곡 교차로

### 경기도
| 이름                                       | 접속 노선                                                                        | 소재지 | 소재지               | 비고                                                   |
| ------------------------------------------ | -------------------------------------------------------------------------------- | ------ | -------------------- | ------------------------------------------------------ |
| 아산만방조제                               | 서동대로                                                                         | 평택시 | 현덕면               | 국도 제39, 77호선과 중복                               |
| 현덕교차로                                 | 국도 제39호선 (서해로)                                                           | 평택시 | 현덕면               | 국도 제39, 77호선과 중복                               |
| 우경삼거리                                 | 서동대로                                                                         | 평택시 | 현덕면               | 국도 제77호선과 중복                                   |
| 서부두입구삼거리                           |                                                                                  | 평택시 | 포승읍               | 국도 제77호선과 중복                                   |
| 포승 나들목                                | 173호선 익산평택고속도로지선                                                     | 평택시 | 포승읍               | 국도 제77호선과 중복                                   |
| 신명1리삼거리                              | 직산동길                                                                         | 평택시 | 포승읍               | 국도 제77호선과 중복                                   |
| 만호사거리                                 | 평택항로 평택항만길                                                              | 평택시 | 포승읍               | 국도 제77호선과 중복                                   |
| 내기삼거리 포승중학교                      | 국도 제77호선 국도 제82호선 국가지원지방도 제82호선 (포승향남로)                 | 평택시 | 포승읍               | 국도 제77호선과 중복                                   |
| 포승읍 행정복지센터입구                    |                                                                                  | 평택시 | 포승읍               |                                                        |
| 방림삼거리                                 | 운정길 풀무골길                                                                  | 평택시 | 포승읍               |                                                        |
| 석정보도육교                               |                                                                                  | 평택시 | 포승읍               |                                                        |
| 석정삼거리                                 | 지방도 제313호선 (포승장안로)                                                    | 평택시 | 안중읍               | 지방도 제313호선과 중복                                |
| 현화 교차로                                | 안현로서9길 현화6길                                                              | 평택시 | 안중읍               | 지방도 제313호선과 중복                                |
| 평택시청 안중출장소                        | 현화중앙길                                                                       | 평택시 | 안중읍               | 지방도 제313호선과 중복                                |
| 학현사거리                                 | 덕우로 안중로131번길                                                             | 평택시 | 안중읍               | 지방도 제313호선과 중복                                |
| 안중오거리                                 | 안중로 안현로                                                                    | 평택시 | 안중읍               | 지방도 제313호선과 중복                                |
| 안중사거리                                 | 국도 제39호선 지방도 제313호선 (서해로)                                          | 평택시 | 안중읍               | 지방도 제313호선과 중복                                |
| 대반 교차로                                | 대반길                                                                           | 평택시 | 안중읍               |                                                        |
| 안중백병원                                 |                                                                                  | 평택시 | 안중읍               |                                                        |
| 길음사거리                                 | 오성서로                                                                         | 평택시 | 오성면               |                                                        |
| (이름 없음)                                | 숙성길                                                                           | 평택시 | 오성면               | 상행만 진출입 가능                                     |
| 오성IC 교차로                              | 청오로 숙성시장길                                                                | 평택시 | 오성면               |                                                        |
| 오성 나들목                                | 17호선 평택파주고속도로 국도 제43호선 (세종평택로)                               | 평택시 | 오성면               |                                                        |
| 청내삼거리                                 | 창신뜰길                                                                         | 평택시 | 오성면               |                                                        |
| (궁안고가교)                               | 지방도 제315호선 (강변로)                                                        | 평택시 | 오성면               |                                                        |
| 궁안교                                     |                                                                                  | 평택시 | 오성면               |                                                        |
|                                            | 고덕면                                                                           | 평택시 |                      |                                                        |
| 궁리사거리                                 | 고덕로                                                                           | 평택시 |                      |                                                        |
| 정자삼거리                                 | 동고1길                                                                          | 평택시 |                      |                                                        |
| 고덕 교차로                                | 국도 제45호선 (남북대로)                                                         | 평택시 | 국도 제45호선과 중복 |                                                        |
| 방축사거리                                 | 방축길 동고2길                                                                   | 평택시 | 국도 제45호선과 중복 |                                                        |
| 신대육교                                   | 은실고가길 평남로                                                                | 평택시 | 국도 제45호선과 중복 | 원평동                                                 |
| 안성천1교                                  | 평택시 팽성읍 신호리                                                             | 평택시 | 국도 제45호선과 중복 | 원평동                                                 |
| 안성천1교                                  | 팽성읍                                                                           | 평택시 | 국도 제45호선과 중복 |                                                        |
| 신궁 교차로                                | 국도 제45호선 (팽성로)                                                           | 평택시 | 국도 제45호선과 중복 |                                                        |
| 안성천2교                                  | 평택시 군문동                                                                    | 평택시 |                      |                                                        |
| 안성천2교                                  | 신평동                                                                           | 평택시 |                      |                                                        |
| (이름 없음)                                | 평남로                                                                           | 평택시 |                      |                                                        |
| 비전지하차도사거리                         | 국도 제1호선 (경기대로)                                                          | 평택시 |                      |                                                        |
| 평택대학교                                 | 안성 원곡 용이리                                                                 | 평택시 | 용이동               |                                                        |
| 용이1교차로                                | 현신로                                                                           | 안성시 | 공도읍               |                                                        |
| 우린 교차로                                | 진사길                                                                           | 안성시 | 공도읍               |                                                        |
| 주은 교차로                                | 진건중길 헌신4길                                                                 | 안성시 | 공도읍               |                                                        |
| 용이2교차로                                | 이화로                                                                           | 안성시 | 공도읍               |                                                        |
| 안성 나들목 (안성IC 삼거리) (평안지하차도) | 1호선 경부고속도로                                                               | 안성시 | 공도읍               |                                                        |
| 태산아파트앞                               | 벚꽃길                                                                           | 안성시 | 공도읍               |                                                        |
| 주은풍림아파트앞                           |                                                                                  | 안성시 | 공도읍               |                                                        |
| 공도삼거리                                 | 공도로                                                                           | 안성시 | 공도읍               |                                                        |
| 공도기업단지삼거리                         | 기업단지로                                                                       | 안성시 | 공도읍               |                                                        |
| 만정사거리                                 | 지방도 제302호선 (덕봉서원로) 공도4로                                            | 안성시 | 공도읍               | 지방도 제302호선과 중복                                |
| 퍼시스사거리                               | 공도로                                                                           | 안성시 | 공도읍               | 지방도 제302호선과 중복                                |
| 부영아파트앞                               | 만수로                                                                           | 안성시 | 공도읍               | 지방도 제302호선과 중복                                |
| 농협교육원앞                               | 지방도 제302호선 (신두만곡로)                                                    | 안성시 | 공도읍               | 지방도 제302호선과 중복                                |
| 롯데마트 안성점                            |                                                                                  | 안성시 | 공도읍               |                                                        |
| 내리사거리                                 | 신령로 중앙대학로                                                                | 안성시 | 대덕면               |                                                        |
| 중앙대학교앞                               |                                                                                  | 안성시 | 대덕면               | 고가도로                                               |
| 대덕삼거리                                 | 중앙로                                                                           | 안성시 | 대덕면               | 고가도로                                               |
| 모산사거리                                 | 국가지원지방도 제23호선 (공단로) (만세로)                                        | 안성시 | 안성동               |                                                        |
| 대덕터널                                   |                                                                                  | 안성시 | 안성동               | 연장 약 460m                                           |
| 당왕사거리 (단원고가차도)                  | 안성맞춤대로                                                                     | 안성시 | 안성동               |                                                        |
| 비봉터널                                   |                                                                                  | 안성시 | 안성동               | 연장 약 515m                                           |
| 가사 교차로                                | 지방도 제325호선 (보개원삼로)                                                    | 안성시 | 안성동               | 국가지원지방도 제57호선과 중복                         |
| 안성종합버스터미널 (터미널 교차로)         | 국가지원지방도 제57호선 (영봉로) 비봉로                                          | 안성시 | 안성동               | 국가지원지방도 제57호선과 중복                         |
| 종합운동장사거리                           | 문화예술로 종합운동장로                                                          | 안성시 | 대덕면               |                                                        |
| 거리실입구                                 | 거리실길                                                                         | 안성시 | 보개면               |                                                        |
| 안성맞춤 나들목                            | 29호선 세종포천고속도로                                                          | 안성시 | 보개면               |                                                        |
| 마전초등학교                               |                                                                                  | 안성시 | 삼죽면               |                                                        |
| 미장통로암거                               | 신미1길                                                                          | 안성시 | 삼죽면               |                                                        |
| 동아방송예술대학교                         |                                                                                  | 안성시 | 삼죽면               |                                                        |
| (이름 없음)                                | 지방도 제306호선 지방도 제325호선 (국사봉로)                                     | 안성시 | 삼죽면               | 지방도 제306, 325호선과 중복                           |
| 삼죽삼거리                                 | 지방도 제306호선 지방도 제325호선 (삼죽로)                                       | 안성시 | 삼죽면               | 지방도 제306, 325호선과 중복                           |
| 두현육교                                   | 국가지원지방도 제70호선 국가지원지방도 제82호선 지방도 제306호선 (죽주로) 능앞길 | 안성시 | 죽산면               |                                                        |
| 두현 교차로                                | 걸미로 국가지원지방도 제70호선 국가지원지방도 제82호선 지방도 제306호선 (죽주로) | 안성시 | 죽산면               | 국가지원지방도 제70호선과 중복                         |
| 두원육교                                   | 관음당길 두원공과대학                                                            | 안성시 | 죽산면               | 국가지원지방도 제70호선과 중복                         |
| 장원산업단지교차로                         | 장원공단길                                                                       | 안성시 | 죽산면               | 국가지원지방도 제70호선과 중복                         |
| 정원육교                                   | 장원남산길                                                                       | 안성시 | 죽산면               | 국가지원지방도 제70호선과 중복                         |
| 죽산삼거리                                 | 지방도 제306호선 (죽주로)                                                        | 안성시 | 죽산면               | 국가지원지방도 제70호선과 중복 지방도 제306호선과 중복 |
| 죽산 교차로                                | 국도 제17호선 국가지원지방도 제70호선 (죽양대로, 송문주로)                       | 안성시 | 죽산면               |                                                        |
| 죽산성지입구삼거리                         | 종배길                                                                           | 안성시 | 일죽면               | 지방도 제306호선과 중복                                |
| 일죽 나들목                                | 35호선 중부고속도로                                                              | 안성시 | 일죽면               | 지방도 제306호선과 중복                                |
| 월정 교차로                                | 지방도 제306호선 (내둔길)                                                        | 안성시 | 일죽면               | 지방도 제306호선과 중복                                |
| 일죽종합고앞                               |                                                                                  | 안성시 | 일죽면               |                                                        |
| 송천사거리 청미교                          | 주래본죽로 일죽신동길                                                            | 안성시 | 일죽면               |                                                        |
| 신흥2암거                                  | 지방도 제329호선 (금일로)                                                        | 안성시 | 일죽면               | 지방도 제329호선과 중복                                |
| 능국삼거리                                 | 지방도 제329호선 (노성로)                                                        | 안성시 | 일죽면               | 지방도 제329호선과 중복                                |
| 설성 교차로                                | 지방도 제333호선 (진상미로)                                                      | 이천시 | 설성면               |                                                        |
| 제요 교차로                                | 진상미로                                                                         | 이천시 | 장호원읍             |                                                        |
| 진암 나들목                                | 국도 제3호선 국도 제21호선 국도 제37호선 (중원대로)                              | 이천시 | 장호원읍             | 국도 제37호선과 중복                                   |
| 장호원읍 행정복지센터 부원고등학교         |                                                                                  | 이천시 | 장호원읍             | 국도 제37호선과 중복                                   |
| 진암 교차로                                | 국도 제37호선 (장감로) (경충대로)                                                | 이천시 | 장호원읍             | 국도 제37호선과 중복                                   |
| 오남사거리                                 | 복숭아로                                                                         | 이천시 | 장호원읍             |                                                        |
| 장호원교                                   |                                                                                  | 이천시 | 장호원읍             |                                                        |

### 충청북도
| 이름                       | 접속 노선                          | 소재지 | 소재지                                            | 비고                                |
| -------------------------- | ---------------------------------- | ------ | ------------------------------------------------- | ----------------------------------- |
| 장호원교                   |                                    | 음성군 | 감곡면                                            |                                     |
| 감곡사거리                 | 음성로 장감로                      | 음성군 | 감곡면                                            |                                     |
| 궁장 교차로                | 가곡로                             | 음성군 | 감곡면                                            |                                     |
| 감곡 나들목 (오궁 교차로)  | 45호선 중부내륙고속도로            | 음성군 | 감곡면                                            |                                     |
| 궁장천교 오갑교            |                                    | 음성군 | 감곡면                                            |                                     |
| 문촌 교차로                | 중간말길                           | 음성군 | 감곡면                                            |                                     |
| 앙성 교차로                | 가곡로                             | 충주시 | 앙성면                                            |                                     |
| 지당육교                   | 와평1길                            | 충주시 | 앙성면                                            |                                     |
| 유량 교차로                |                                    | 충주시 | 앙성면                                            |                                     |
| 마련 교차로                | 가곡로                             | 충주시 | 앙성면                                            |                                     |
| 능암 교차로                | 가곡로                             | 충주시 | 앙성면                                            | 상행 진출 불가 하행 진입 불가       |
| 대평촌 교차로              | 가곡로                             | 충주시 | 앙성면                                            |                                     |
| 신대 교차로                | 묘곡내동길                         | 충주시 | 중앙탑면                                          |                                     |
| 가흥 교차로                | 지방도 제599호선 (첨단산업로)      | 충주시 | 중앙탑면                                          |                                     |
| 목계대교                   |                                    | 충주시 | 중앙탑면                                          |                                     |
|                            | 엄정면                             | 충주시 |                                                   |                                     |
| 율능 교차로                | 김생로                             | 충주시 |                                                   |                                     |
| 하영 교차로 (하영고가교)   | 국도 제19호선 (충원대로) 구룡로    | 충주시 | 산척면                                            |                                     |
| 상영삼거리                 | 천등박달로                         | 충주시 | 산척면                                            |                                     |
| 산척사거리                 | 동산로                             | 충주시 | 산척면                                            |                                     |
| 송강 교차로                | 지방도 제531호선 (천등박달로)      | 충주시 | 산척면                                            |                                     |
| 상산 교차로                | 샛강영길                           | 충주시 | 산척면                                            |                                     |
| 다릿재터널                 |                                    | 충주시 | 산척면                                            | 연장 약 1500m                       |
| 다릿재터널                 |                                    | 제천시 | 백운면                                            | 연장 약 1500m                       |
| 소월 교차로                | 천등박달로                         | 제천시 | 백운면                                            |                                     |
| 원서교                     |                                    | 제천시 | 백운면                                            |                                     |
| 평동 교차로                | 지방도 제597호선 (애련로)          | 제천시 | 백운면                                            | 구 지방도 제402호선                 |
| 박달재 교차로              | 모정길 박달로                      | 제천시 | 백운면                                            |                                     |
| 박달재터널                 |                                    | 제천시 | 백운면                                            | 연장 약 1960m                       |
| 박달재터널                 | 봉양읍                             | 제천시 |                                                   | 연장 약 1960m                       |
| 원박사거리                 | 박달로 북부로5길                   | 제천시 |                                                   |                                     |
| 공전입구삼거리             | 의암로 북부로6길                   | 제천시 |                                                   |                                     |
| 봉양숲담부락앞 교차로      | 북부로6길                          | 제천시 |                                                   |                                     |
| 마곡입구삼거리             | 국사봉로                           | 제천시 |                                                   |                                     |
| 연박삼거리                 | 주포로                             | 제천시 |                                                   |                                     |
| 봉양육교                   |                                    | 제천시 |                                                   |                                     |
| 장평삼거리                 | 국도 제5호선 (제원로)              | 제천시 | 국도 제5호선과 중복                               |                                     |
| 봉양역                     |                                    | 제천시 | 국도 제5호선과 중복                               |                                     |
| 고산 교차로 (제천 나들목)  | 55호선 중앙고속도로                | 제천시 | 국도 제5호선과 중복 상행 진입 불가 하행 진출 불가 |                                     |
| 고모 교차로 (제천 나들목)  | 55호선 중앙고속도로                | 제천시 | 국도 제5호선과 중복 상행 진출 불가 하행 진입 불가 |                                     |
| 신동 교차로                | 내토로 제천북로                    | 제천시 | 영서동                                            | 국도 제5호선과 중복                 |
| 명지 교차로                | 국가지원지방도 제82호선 (청풍호로) | 제천시 | 화산동                                            | 국도 제5호선과 중복                 |
| 고명 교차로 (고명지하차도) | 국도 제5호선 (단양로)              | 제천시 | 신백동                                            | 국도 제5호선과 중복                 |
| 고명육교                   |                                    | 제천시 | 신백동                                            |                                     |
| (두학 교차로)              | 지방도 제522호선 (의병대로)        | 제천시 | 신백동                                            |                                     |
| 송학 나들목                | 내토로 도화 ~ 송학간 도로          | 제천시 | 송학면                                            | 국가지원지방도 제82호선과 간접 연결 |
| 송학교                     |                                    | 제천시 | 송학면                                            |                                     |
| 송학 교차로                | 무도길                             | 제천시 | 송학면                                            |                                     |
| 무도 교차로                | 송학로8길                          | 제천시 | 송학면                                            |                                     |
| 사곡교                     |                                    | 제천시 | 송학면                                            |                                     |
| 느릅재터널                 |                                    | 제천시 | 송학면                                            | 연장 약 470m                        |

- 자동차 전용도로 구간
  - 제천시 신동 교차로 ~ 송학 나들목 (북부로)

### 강원특별자치도
| 이름                                       | 접속 노선                                             | 소재지                               | 소재지                                                                            | 비고                                                                              |
| ------------------------------------------ | ----------------------------------------------------- | ------------------------------------ | --------------------------------------------------------------------------------- | --------------------------------------------------------------------------------- |
| 느릅재터널                                 |                                                       | 영월군                               | 한반도면                                                                          | 상행 연장 440m 하행 연장 470m                                                     |
| 산막 교차로                                | 산막길                                                | 영월군                               | 한반도면                                                                          | 상행 진출만 가능                                                                  |
| 쌍용 교차로                                | 송학로                                                | 영월군                               | 한반도면                                                                          | 상행 진출 불가 하행 진입 불가                                                     |
| 쌍용1 교차로                               | 쌍용로                                                | 영월군                               | 한반도면                                                                          |                                                                                   |
| 쌍용2 교차로                               | 영월로                                                | 영월군                               | 한반도면                                                                          |                                                                                   |
| 서남교                                     |                                                       | 영월군                               | 한반도면                                                                          |                                                                                   |
| 창원 교차로                                | 지방도 제519호선 (영월로)                             | 영월군                               | 남면                                                                              |                                                                                   |
| 연정 교차로                                | 한반도로                                              | 영월군                               | 한반도면                                                                          |                                                                                   |
| 연당 교차로                                | 국도 제59호선 국가지원지방도 제88호선 (영월로) 연당로 | 영월군                               | 남면                                                                              | 국도 제59호선과 중복 국가지원지방도 제88호선과 중복                               |
| 각한터널                                   |                                                       | 영월군                               | 남면                                                                              | 국도 제59호선과 중복 국가지원지방도 제88호선과 중복 상행 연장 915m 하행 연장 950m |
| 선들교                                     |                                                       | 영월군                               | 남면                                                                              | 국도 제59호선과 중복 국가지원지방도 제88호선과 중복                               |
| 선들교                                     | 영월읍                                                | 영월군                               |                                                                                   | 국도 제59호선과 중복 국가지원지방도 제88호선과 중복                               |
| 방절터널                                   |                                                       | 영월군                               | 국도 제59호선과 중복 국가지원지방도 제88호선과 중복 상행 연장 205m 하행 연장 200m |                                                                                   |
| 영월 교차로 (서영월 교차로)                | 국가지원지방도 제88호선 (영월동로)                    | 영월군                               | 국도 제59호선과 중복 국가지원지방도 제88호선과 중복                               |                                                                                   |
| 영월1터널                                  |                                                       | 영월군                               | 국도 제59호선과 중복 상행 연장 461m 하행 연장 350m                                |                                                                                   |
| 장릉육교                                   |                                                       | 영월군                               | 국도 제59호선과 중복                                                              |                                                                                   |
| 영월2터널                                  |                                                       | 영월군                               | 국도 제59호선과 중복 상행 연장 955m 하행 연장 948m                                |                                                                                   |
| 봉래1교                                    |                                                       | 영월군                               | 국도 제59호선과 중복                                                              |                                                                                   |
| 봉래터널                                   |                                                       | 영월군                               | 국도 제59호선과 중복 상행 연장 913m 하행 연장 970m                                |                                                                                   |
| 봉래2교 덕포1교 덕포2교                    |                                                       | 영월군                               | 국도 제59호선과 중복                                                              |                                                                                   |
| 동영월 교차로                              | 국도 제31호선 (영월로)                                | 영월군                               | 국도 제31, 59호선과 중복                                                          |                                                                                   |
| 두평교 샛돌교 반송교                       |                                                       | 영월군                               | 국도 제31, 59호선과 중복                                                          |                                                                                   |
| 반송터널                                   |                                                       | 영월군                               | 국도 제31, 59호선과 중복 상행 연장 265m 하행 연장 220m                            |                                                                                   |
| 연하 교차로                                | 영월로                                                | 영월군                               | 국도 제31, 59호선과 중복                                                          |                                                                                   |
| 연하대교                                   |                                                       | 영월군                               | 국도 제31, 59호선과 중복                                                          |                                                                                   |
| 석항1터널                                  |                                                       | 영월군                               | 국도 제31, 59호선과 중복 상행 연장 980m 하행 연장 990m                            |                                                                                   |
| 석항1터널                                  | 중동면                                                | 영월군                               | 국도 제31, 59호선과 중복 상행 연장 980m 하행 연장 990m                            |                                                                                   |
| 연상교                                     |                                                       | 영월군                               | 국도 제31, 59호선과 중복                                                          |                                                                                   |
| 석항2터널                                  |                                                       | 영월군                               | 국도 제31, 59호선과 중복 상행 연장 325m 하행 연장 404m                            |                                                                                   |
| 석항 교차로                                | 국도 제31호선 국가지원지방도 제28호선 (영월로)        | 영월군                               | 국도 제31, 59호선과 중복 국가지원지방도 제28호선과 중복                           |                                                                                   |
| 신동 교차로(신동 삼거리)                   | 지방도 제421호선 (의림로)                             | 정선군                               | 신동읍                                                                            | 국도 제59호선과 중복 국가지원지방도 제28호선과 중복                               |
| 예미 교차로(예미 사거리)                   | 동강로 의림로                                         | 정선군                               | 신동읍                                                                            | 국도 제59호선과 중복 국가지원지방도 제28호선과 중복                               |
| 의림삼거리                                 | 의림로                                                | 정선군                               | 신동읍                                                                            | 국도 제59호선과 중복 국가지원지방도 제28호선과 중복 상행 진출만 가능              |
| 마차재(마차령)                             |                                                       | 정선군                               | 신동읍                                                                            | 국도 제59호선과 중복 국가지원지방도 제28호선과 중복                               |
| 마차재(마차령)                             | 남면                                                  | 정선군                               |                                                                                   | 국도 제59호선과 중복 국가지원지방도 제28호선과 중복                               |
| 문곡 교차로                                | 국도 제59호선 (칠현로)                                | 정선군                               | 국도 제59호선과 중복 국가지원지방도 제28호선과 중복 하행은 남면교차로 이용        |                                                                                   |
| 남면 교차로                                | 문은단로                                              | 정선군                               | 국가지원지방도 제28호선과 중복 하행 진출만 가능                                   |                                                                                   |
| 민둥산 교차로(민둥산 사거리)               | 지방도 제421호선 (민둥산로) 자뭇골길                  | 정선군                               | 국가지원지방도 제28호선과 중복                                                    |                                                                                   |
| 증산 교차로                                | 무릉2로                                               | 정선군                               | 국가지원지방도 제28호선과 중복                                                    |                                                                                   |
| 증산터널                                   |                                                       | 정선군                               | 국가지원지방도 제28호선과 중복 상행 연장 503m 하행 연장 484m                      |                                                                                   |
| 사북 교차로                                | 국가지원지방도 제28호선 (지장천로) 사북1길 하이원길   | 정선군                               | 사북읍                                                                            | 국가지원지방도 제28호선과 중복 상행 진입 불가 하행 진출 불가                      |
| 사북1터널                                  |                                                       | 정선군                               | 사북읍                                                                            | 상행 연장 179m 하행 연장 258m                                                     |
| 사북2터널                                  |                                                       | 정선군                               | 사북읍                                                                            | 상행 연장 859m 하행 연장 865m                                                     |
| 사북2터널                                  | 고한읍                                                | 정선군                               |                                                                                   | 상행 연장 859m 하행 연장 865m                                                     |
| 부처소 교차로                              | 지장천로                                              | 정선군                               | 상행 진출 불가 하행 진입 불가                                                     |                                                                                   |
| 고한 교차로                                | 고한로                                                | 정선군                               | 상행 진입 불가 하행 진출 불가                                                     |                                                                                   |
| 고한읍사무소                               |                                                       | 정선군                               |                                                                                   |                                                                                   |
| 고한터널                                   |                                                       | 정선군                               | 상행 연장 505m 하행 연장 570m                                                     |                                                                                   |
| 갈래 교차로                                | 고한로                                                | 정선군                               |                                                                                   |                                                                                   |
| 상갈래 교차로(상갈래 삼거리)               | 지방도 제414호선 (함백산로)                           | 정선군                               |                                                                                   |                                                                                   |
| 두문동재삼거리                             | 금대봉길                                              | 정선군                               | 국도 상하행선 분리지점                                                            |                                                                                   |
| 두문동재터널(상행) 두문동재2터널(하행)     |                                                       | 정선군                               | 상행 연장 1,363m 하행 연장 2,470m                                                 |                                                                                   |
| 두문동재터널(상행) 두문동재2터널(하행)     |                                                       | 태백시                               | 상행 연장 1,363m 하행 연장 2,470m                                                 | 삼수동                                                                            |
| 용수교                                     |                                                       | 태백시                               | 국도 상하행선 분리지점                                                            | 삼수동                                                                            |
| 용연삼거리                                 | 용연동굴                                              | 태백시                               |                                                                                   | 삼수동                                                                            |
| 추전역삼거리                               | 싸리밭길                                              | 태백시                               |                                                                                   | 삼수동                                                                            |
| 화전초등학교                               |                                                       | 태백시                               |                                                                                   | 삼수동                                                                            |
| (이름 없음)                                | 고원로                                                | 태백시                               |                                                                                   | 삼수동                                                                            |
| 화전사거리                                 | 국도 제35호선 (백두대간로) 황지로                     | 태백시                               | 국도 제35호선과 중복                                                              | 삼수동                                                                            |
| 태서초등학교 황지중앙초등학교 태백시보건소 |                                                       | 태백시                               | 국도 제35호선과 중복                                                              | 황연동                                                                            |
| 황지교사거리                               | 국도 제35호선 (태백로) 시장북길                       | 태백시                               | 국도 제35호선과 중복                                                              | 황연동                                                                            |
| 황지교 송이재                              |                                                       | 태백시                               |                                                                                   | 황연동                                                                            |
| (통골)                                     | 동태백로                                              | 태백시                               |                                                                                   | 황연동                                                                            |
| 통리건널목                                 | 통리길 통리1길                                        | 태백시                               |                                                                                   | 황연동                                                                            |
| 통리삼거리                                 | 지방도 제427호선 (문의재로)                           | 태백시                               |                                                                                   | 황연동                                                                            |
| 통리재                                     |                                                       | 태백시                               |                                                                                   | 황연동                                                                            |
|                                            | 삼척시                                                | 도계읍                               |                                                                                   |                                                                                   |
| 하이원추추파크 피노키오나라 나한정역       | 삼척시                                                | 도계읍                               |                                                                                   |                                                                                   |
| 흥전 교차로                                | 삼척시                                                | 도계읍                               | 강원남부로 흥전서길                                                               | 상행 진입 불가 하행 진출 불가                                                     |
| 석공교                                     | 삼척시                                                | 도계읍                               |                                                                                   |                                                                                   |
| 도계1터널                                  | 삼척시                                                | 도계읍                               |                                                                                   | 연장 1,766m                                                                       |
| 도계2터널                                  | 삼척시                                                | 도계읍                               |                                                                                   | 연장 1,077m                                                                       |
| 한림교                                     | 삼척시                                                | 도계읍                               |                                                                                   |                                                                                   |
| 도원 교차로                                | 삼척시                                                | 도계읍                               | 강원남부로                                                                        | 상행 진출 불가 하행 진입 불가                                                     |
| 도계교 도계육교                            | 삼척시                                                | 도계읍                               |                                                                                   |                                                                                   |
| 도계 교차로                                | 삼척시                                                | 도계읍                               | 도계우회로                                                                        |                                                                                   |
| 늑구2 교차로                               | 삼척시                                                | 도계읍                               | 지방도 제424호선 (건의령로)                                                       | 지방도 제424호선과 중복                                                           |
| 고사 교차로                                | 삼척시                                                | 도계읍                               | 늑구2길                                                                           | 지방도 제424호선과 중복                                                           |
| 소달 교차로                                | 삼척시                                                | 도계읍                               | 강원남부로                                                                        | 지방도 제424호선과 중복 상행 진입 불가 하행 진출 불가                             |
| 고사1터널                                  | 삼척시                                                | 도계읍                               |                                                                                   | 지방도 제424호선과 중복 상행 연장 585m 하행 연장 550m                             |
| (교량)                                     | 삼척시                                                | 도계읍                               |                                                                                   | 지방도 제424호선과 중복                                                           |
| 고사2터널                                  | 삼척시                                                | 도계읍                               |                                                                                   | 지방도 제424호선과 중복 상행 연장 625m 하행 연장 590m                             |
| (교량)                                     | 삼척시                                                | 도계읍                               |                                                                                   | 지방도 제424호선과 중복                                                           |
| 발이터널                                   | 삼척시                                                | 도계읍                               |                                                                                   | 지방도 제424호선과 중복 상행 연장 347m 하행 연장 410m                             |
| (교량)                                     | 삼척시                                                | 도계읍                               |                                                                                   | 지방도 제424호선과 중복                                                           |
| 마차1터널                                  | 삼척시                                                | 도계읍                               |                                                                                   | 지방도 제424호선과 중복 상행 연장 436m 하행 연장 435m                             |
| 마차1터널                                  | 삼척시                                                | 신기면                               |                                                                                   | 지방도 제424호선과 중복 상행 연장 436m 하행 연장 435m                             |
| (교량)                                     | 삼척시                                                |                                      | 지방도 제424호선과 중복                                                           |                                                                                   |
| 마차 교차로                                | 삼척시                                                | 강원남부로                           | 지방도 제424호선과 중복                                                           |                                                                                   |
| 순미실교                                   | 삼척시                                                |                                      | 지방도 제424호선과 중복                                                           |                                                                                   |
| 마차2터널                                  | 삼척시                                                |                                      | 미개통 연장 약 240m                                                               |                                                                                   |
| 대평 교차로                                | 삼척시                                                | 지방도 제424호선 (강원남부로) 대평길 | 지방도 제424호선과 중복                                                           |                                                                                   |
| (교량)                                     | 삼척시                                                |                                      |                                                                                   |                                                                                   |
| 대평터널                                   | 삼척시                                                |                                      | 연장 216m                                                                         |                                                                                   |
| (교량)                                     | 삼척시                                                |                                      |                                                                                   |                                                                                   |
| 신기터널                                   | 삼척시                                                |                                      | 상행 연장 590m 하행 연장 440m                                                     |                                                                                   |
| (교량)                                     | 삼척시                                                |                                      |                                                                                   |                                                                                   |
| 천기1터널                                  | 삼척시                                                |                                      | 연장 2,235m                                                                       |                                                                                   |
| 천기1터널                                  | 삼척시                                                | 미로면                               | 연장 2,235m                                                                       |                                                                                   |
| (교량)                                     | 삼척시                                                |                                      |                                                                                   |                                                                                   |
| 천기2터널                                  | 삼척시                                                |                                      | 상행 연장 165m 하행 연장 150m                                                     |                                                                                   |
| 상정터널                                   | 삼척시                                                |                                      | 상행 연장 495m 하행 연장 510m                                                     |                                                                                   |
| (교량)                                     | 삼척시                                                |                                      |                                                                                   |                                                                                   |
| 하정 교차로                                | 삼척시                                                | 국가지원지방도 제28호선 (강원남부로) | 국가지원지방도 제28호선과 중복                                                    |                                                                                   |
| 하정교 상거노교                            | 삼척시                                                |                                      | 국가지원지방도 제28호선과 중복                                                    |                                                                                   |
| 미로 교차로                                | 삼척시                                                | 미로강변로                           | 국가지원지방도 제28호선과 중복                                                    |                                                                                   |
| 미로교                                     | 삼척시                                                |                                      | 국가지원지방도 제28호선과 중복                                                    |                                                                                   |
| 무사교                                     | 삼척시                                                |                                      | 국가지원지방도 제28호선과 중복                                                    |                                                                                   |
|                                            | 삼척시                                                | 성내동                               | 국가지원지방도 제28호선과 중복                                                    |                                                                                   |
| 마평1교 마평2교                            | 삼척시                                                |                                      | 국가지원지방도 제28호선과 중복                                                    |                                                                                   |
| 도경 교차로                                | 삼척시                                                | 강원남부로 오십천로                  | 국가지원지방도 제28호선과 중복                                                    |                                                                                   |
| 한재고개                                   | 삼척시                                                |                                      | 국가지원지방도 제28호선과 중복                                                    |                                                                                   |
|                                            | 동해시                                                | 북평동                               | 국가지원지방도 제28호선과 중복                                                    |                                                                                   |
| 단봉삼거리                                 | 동해시                                                | 북평동                               | 국도 제7호선 (동해대로)                                                           | 종점 국가지원지방도 제28호선과 중복                                               |

- 2014년 이설 이전 구간
  - 나한정역 - 도계버스터미널 - 도계삼거리 - 마교삼거리 - 도계공설운동장 - 늑구리삼거리 - 산기교 - 마차리역 - 마차교 - 대평삼거리 - 신기터미널 - 신동육교 - 신동초등학교 - 신기1교 - 신기2교 - 신기3교 - 신기4교 - 활기삼거리 - 천기1교 - 천기2교 - 천기3교 - 천기삼거리 (지방도 제424호선과 분기) - 상정육교 - 상정삼거리 - 하정 교차로

## 도로명
충청남도
- 서산시 대산읍 황금산 교차로 ~ 명지사거리 : 명지1로
- 서산시 대산읍 명지사거리 ~ 대호방조제 : 충의로
- 당진시 석문면 대호방조제 ~ 신평면 운정 나들목 : 북부산업로
- 당진시 신평면 운정 나들목 ~ 아산시 인주면 아산만방조제 : 서해로

경기도
- 평택시 현덕면 아산만방조제 ~ 현덕 교차로 : 서해로
- 평택시 현덕면 현덕 교차로 ~ 우경삼거리 : 평택호1길
- 평택시 현덕면 우경삼거리 ~ 이천시 장호원읍 장호원교 : 서동대로

충청북도
- 음성군 감곡면 장호원교 ~ 제천시 송학면 느릅재터널 : 북부로

강원특별자치도
- 영월군 한반도면 느릅재터널 ~ 정선군 고한읍 두문동재터널 : 강원남로
- 태백시 삼수동 두문동재터널 ~ 황연동 황지교사거리 : 태백로
- 태백시 황연동 황지교사거리 ~ 삼척시 미로면 하정 교차로 : 강원남부로
- 삼척시 미로면 하정 교차로 ~ 성내동 도경 교차로 : 미로 ~ 삼척간 도로
- 삼척시 성내동 도경 교차로 ~ 동해시 단봉동 단봉삼거리 : 강원남부로

## 자동차 전용도로 구간
아래 구간은 국토교통부에서 지정한 자동차 전용도로 구간이므로 보행자, 자전거 등은 통행할 수 없다. 이륜자동차 (모터사이클 혹은 오토바이)는 긴급자동차 (싸이카 및 소방용 모터사이클 등)에 한해 통행이 가능하며, 그 밖의 이륜자동차와 경운기, 우마차, 트랙터, 손수레 등은 통행할 수 없다.
| 도로명   | 시점                                              | 종점                                             | 총연장 (km) | 차로수 | 지정일          |
| -------- | ------------------------------------------------- | ------------------------------------------------ | ----------- | ------ | --------------- |
| 북부로   | 충청북도 제천시 신동(신동 교차로)                 | 충청북도 제천시 송학면 무도리(송학 나들목)       | 15.6        | 4      | 1998년 9월 24일 |
| 강원남로 | 강원특별자치도 영월군 한반도면 쌍용리(느릅재터널) | 강원특별자치도 정선군 신동읍 예미리(신동 교차로) | 32.17       | 4      | 2004년 10월 7일 |